# Hydropsyche intrica
Hydropsyche intrica is een schietmot uit de familie Hydropsychidae. De soort komt voor in het Nearctisch gebied.